# Michael Caton-Jones
Michael Caton-Jones (* 15. Oktober  1957 in Broxburn, West Lothian, Schottland, gebürtig Michael Jones) ist ein britischer Filmschauspieler, -Regisseur und -Produzent.

## Leben
Caton-Jones besuchte die St Marys Academy in Bathgate und das Wellington College, bevor er ein Regiestudium an der National Film and Television School begann.
Mit dem politischen Fernsehthriller Brond gab er 1987 sein Regiedebüt; 1989 folgte das Leinwanddebüt mit dem kontroversen Independentfilm Scandal über die Profumo-Affäre.
Er arbeitete mit Stars wie Sharon Stone, Michael J. Fox, Bruce Willis, Sidney Poitier, Richard Gere, Robert De Niro und Frances McDormand zusammen.

## Filmografie (Auswahl)
als Schauspieler
- 1991: Doc Hollywood
- 1997: Der Schakal (The Jackal)
- 2002: City by the Sea

als Regisseur
- 1987: Brond (TV)
- 1988: Lucky Sunil (TV)
- 1989: Scandal
- 1990: Memphis Belle
- 1991: Doc Hollywood
- 1993: This Boy’s Life
- 1995: Rob Roy
- 1997: Der Schakal (The Jackal)
- 1998: Trinity (Fernsehserie)
- 2002: City by the Sea
- 2005: Shooting Dogs
- 2006: Basic Instinct – Neues Spiel für Catherine Tramell (Basic Instinct 2)
- 2012: Die Tore der Welt (World Without End, Fernsehvierteiler/Mini-Serie)
- 2018: Asher

als Produzent
- 1995: Rob Roy
- 1997: Der Schakal (The Jackal)
- 2002: City by the Sea

## Auszeichnungen
- Tim Roth gewann für seine Rolle in Rob Roy (1995) den Filmpreis BAFTA Award und den Kansas City Film Critics Circle Award als bester Nebendarsteller; in der gleichen Kategorie wurde er für den Oscar, den Golden Globe Award und den Saturn Award nominiert.
- James Franco wurde im Jahr 2003 für City by the Sea für den Chlotrudis Award nominiert.
- Caton-Jones' Film Basic Instinct – Neues Spiel für Catherine Tramell erhielt 2007 vier Goldene Himbeeren.